# آروتینولول
آروتینولول (انگلیسی: Arotinolol) (INN، با نام تجاری Almarl به بازار عرضه می‌شود) دارویی در کلاس مسدودکننده‌های مخلوط آلفا/بتا است. همچنین به عنوان آگونیست گیرنده β۳ عمل می‌کند.  یک نشریه در سال ۱۹۷۹ نشان می‌دهد که آروتینولول برای نخستین بار در مقالات علمی توسط Sumitomo Chemical به عنوان "مسدود کننده β-آدرنرژیک، ترکیب ضد آریتمی S-۵۹۵" توصیف شده‌است.

## کاربرد پزشکی
در درمان فشار خون بالا و لرزش اساسی استفاده می‌شود.  دوز توصیه شده ۱۰ تا ۳۰ میلی‌گرم در روز است.